# Dancourt-Popincourt
Dancourt-Popincourt település Franciaországban, Somme megyében. Lakosainak száma 152 fő (2022. január 1.). Dancourt-Popincourt Armancourt, Bus-la-Mésière, L’Échelle-Saint-Aurin, Grivillers, Laucourt, Saint-Mard és Tilloloy községekkel határos.

## Népesség
A település népességének változása:
| Lakosok száma | 141  | 148  | 153  | 155  | 155  | 156  | 154  | 153  | 152  |
|               | 2013 | 2015 | 2016 | 2017 | 2018 | 2019 | 2020 | 2021 | 2022 |